# Чувакино
Чува́кино (рос. Чувакино, марій. Чуайсола) — присілок у складі Гірськомарійського району Марій Ел, Росія. Входить до складу Мікряковського сільського поселення.

## Населення
Населення — 91 особа (2010; 92 у 2002).
Національний склад (станом на 2002 рік):
- гірські марійці — 100 %